# Паласіос-дель-Пан
Паласіос-дель-Пан (ісп. Palacios del Pan) — муніципалітет в Іспанії, у складі автономної спільноти Кастилія-і-Леон, у провінції Самора. Населення — 262 особи (2010).
Муніципалітет розташований на відстані близько 220 км на північний захід від Мадрида, 23 км на північ від Самори.

## Демографія
Динаміка населення (INE ):